# Маракажа
Маракажа (порт. Maracajá)  —  муниципалитет в Бразилии, входит в штат Санта-Катарина. Составная часть мезорегиона Юг штата Санта-Катарина. Входит в экономико-статистический  микрорегион Арарангуа. Население составляет 6205 человек на 2006 год. Занимает площадь 63,401 км². Плотность населения — 97,9 чел./км².
Праздник города —  12 мая.

## История
Город основан 12 мая 1967 года.

## Статистика
- Валовой внутренний продукт на 2003 составляет 43.253.518,00 реалов (данные: Бразильский институт географии и статистики).
- Валовой внутренний продукт на душу населения на 2003 составляет 7.329,86 реалов (данные: Бразильский институт географии и статистики).
- Индекс развития человеческого потенциала на 2000 составляет 0,813 (данные: Программа развития ООН).